# Satellite (canção de Harry Styles)
"Satellite" é uma canção do cantor britânico Harry Styles, gravada para seu terceiro álbum de estúdio, Harry's House (2022). Foi escrita por Styles com os produtores Kid Harpoon e Tyler Johnson. A canção foi lançada como o quarto single do álbum em 3 de maio de 2023.

## Antecedentes e produção
Em 23 de março de 2022, Harry Styles anunciou seu terceiro álbum de estúdio, Harry's House, revelando sua capa, um trailer de 40 segundos e a data de lançamento do álbum para 20 de maio de 2022. Em 29 de abril de 2022, Styles divulgou a lista de faixas do álbum nas redes sociais, revelando "Satellite" como a décima primeira faixa. A canção foi escrita por Styles com os produtores Kid Harpoon e Tyler Johnson. Foi gravada em três estúdios: Angelic Studios e The Cave Studios localizados em Londres, Inglaterra e Henson Studios em Hollywood, LA, Estados Unidos. Foi mixada por Spike Stent com assistência de Matt Wolach, e masterizada por Randy Merrill. Jeremy Hatcher e Nick Lobel cuidaram da engenharia com assistência de Luke Gibbs, Adele Phillips, Josh Caulder e Joe Dougherty.

## Lançamento e promoção
"Satellite" foi lançada através da Columbia Records e Erskine em 20 de maio de 2022, como a décima primeira faixa do terceiro álbum de Styles, Harry's House. Em 30 de abril de 2023, Styles anunciou que "Satellite" seria o quarto single do álbum, com lançamento para 3 de maio de 2023. A Sony Music enviou a canção para estações de rádios italianas em 5 de maio de 2023.

## Vídeo musical
O vídeo de "Satellite" foi dirigido por Aube Perrie e lançado em 3 de maio de 2023.

## Desempenho nas paradas musicais

### Paradas semanais
| Parada (2022)                             | Melhor posição |
| ----------------------------------------- | -------------- |
| África do Sul (RISA)                      | 50             |
| Austrália (ARIA)                          | 10             |
| Canadá (Canadian Hot 100)                 | 18             |
| Eslováquia (Singles Digitál Top 100)      | 22             |
| Estados Unidos (Billboard Hot 100)        | 21             |
| França (SNEP)                             | 179            |
| Grécia (IFPI)                             | 23             |
| Irlanda (Billboard)                       | 11             |
| Islândia (Plötutíðindi)                   | 25             |
| Lituânia (AGATA)                          | 20             |
| Mundo (Billboard Global 200)              | 18             |
| Noruega (VG-lista)                        | 34             |
| Nova Zelândia (Recorded Music NZ)         | 30             |
| Portugal (AFP)                            | 21             |
| Reino Unido (Audio Streaming Chart)       | 12             |
| República Checa (Singles Digitál Top 100) | 31             |
| Suécia (Sverigetopplistan)                | 50             |

## Certificações
| Região                                                        | Certificação | Vendas   |
| ------------------------------------------------------------- | ------------ | -------- |
| Austrália (ARIA)                                              | Platina      | 70.000‡  |
| Nova Zelândia (RMNZ)                                          | Ouro         | 15.000‡  |
| Reino Unido (BPI)                                             | Prata        | 200.000‡ |
| ‡ vendas+valores de streaming baseados apenas na certificação |              |          |

## Histórico de lançamento
| Região         | Data               | Formato(s)    | Gravadora(s) | Ref.   |
| -------------- | ------------------ | ------------- | ------------ | ------ |
| Itália         | 5 de maio de 2023  | Radio airplay | Sony         | [ 13 ] |
| Estados Unidos | 16 de maio de 2023 | Rádios pop    | Columbia     | [ 35 ] |